# Thelypteris phacelothrix
Thelypteris phacelothrix är en kärrbräkenväxtart som först beskrevs av Carl Frederik Albert Christensen och Rosenst., och fick sitt nu gällande namn av R. Tryon. Thelypteris phacelothrix ingår i släktet Thelypteris och familjen Thelypteridaceae. Inga underarter finns listade.